# Teodor (Kazanow)
Teodor, imię świeckie Nikołaj Lwowicz Kazanow (ur. 10 lipca 1973 w Jarosławiu) – rosyjski biskup prawosławny. 

## Życiorys
Pochodzi z rodziny urzędniczej. W 1992 ukończył technikum kolejowe w Jarosławiu ze specjalnością w zakresie automatyki-telemechaniki. Następnie podjął studia w Instytucie Politechnicznym w Jarosławiu (w 1996 przemianowanym na uniwersytet techniczny), które ukończył w 1997. W latach 1998–2000 uczył się w szkole duchownej w rodzinnym mieście. 30 czerwca 2000 arcybiskup jarosławski i rostowski Micheasz postrzygł go na mnicha, nadając mu imię zakonne Teodor na cześć św. Teodora Smoleńskiego. 2 lipca 2000 przyjął święcenia diakońskie z rąk arcybiskupa Micheasza, on też 16 lipca 2000 wyświęcił go na hieromnicha, kierując do pracy w różnych parafiach w eparchii jarosławskiej i rostowskiej. Hieromnich Teodor był ponadto od 2002 do śmierci arcybiskupa Micheasza jego osobistym sekretarzem i służką (cs. kielejnik). 
W 2006 podjął w trybie zaocznym naukę w seminarium duchownym w Moskwie. W 2007 otrzymał godność ihumena. Od tego samego roku kierował eparchialnym oddziałem ds. współpracy z instytucjami służby zdrowia, zaś od 2009 był dziekanem dekanatu niekrasowskiego, którym pozostawał do 2011. W 2010 został przeniesiony na stanowisko przewodniczącego wydziału ds. dobroczynności, służby społecznej i współpracy z instytucjami służby medycznymi. W tym samym roku został ponadto p.o. przełożonego, a następnie przełożonym nowo otwartego po kilkudziesięcioletniej przerwie monasteru Świętych Cyryla i Atanazego w Jarosławiu. W roku następnym został ponadto proboszczem parafii przy cerkwi św. Eliasza w Jarosławiu, a następnie proboszczem parafii przy patriarszym metochionie w cerkwi św. Łazarza w Jarosławiu, natomiast w 2012 wyznaczono go ponadto na kapelana cerkwi szpitalnej św. Matrony Moskiewskiej w szpitalu nr 5 w Jarosławiu. 
W 2014 rozpoczął równocześnie studia zaoczne w zakresie teologii na Moskiewskiej Akademii Duchownej oraz na Państwowym Uniwersytecie Pedagogicznym im. K. Uszynskiego w Jarosławiu. 
24 grudnia 2015 Święty Synod Rosyjskiego Kościoła Prawosławnego nominował go na biskupa peresławskiego i uglickiego, a następnego dnia podniesiony do godności archimandryty. 27 grudnia 2015 patriarcha moskiewski i całej Rusi Cyryl w asyście innych hierarchów w cerkwi Opieki Matki Bożej w Moskwie-Jasieniewie dokonał jego chirotonii biskupiej. W 2018 r. został przeniesiony na katedrę wołgogradzką. 3 stycznia 2019 r. otrzymał godność metropolity.